# ピーターラビット

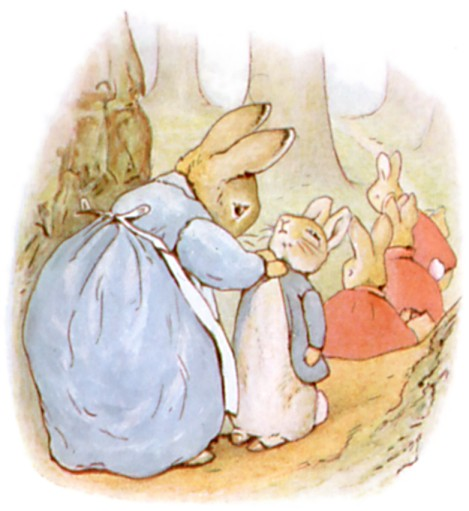
『ピーターラビットのおはなし』よりピーターと家族

ピーターラビット（Peter Rabbit）は、ビアトリクス・ポターの児童書に登場する主役キャラクターであり、シリーズ作品の総称ともなっている。「ピーターうさぎ」と翻訳されている場合もある。
1893年9月4日にビアトリクス・ポターが友人の息子に宛てた絵手紙が原型である。1902年には初の本「The Tale of Peter Rabbit（日本語タイトル：ピーターラビットのおはなし、ピーターうさぎ、ピーターうさぎのぼうけん）」が出版される。
ピーターラビットシリーズの累計発行部数は全世界で2億5000万部を超え、第1作の「ピーターラビットのおはなし」の発行部数は全世界で4500万部を超えている。
日本では福音館書店版での「ピーターラビット」という表記が最も一般的なものとなっているが、日本以外の多くの国では"Peter Rabbit"を各国の言語に翻訳したタイトルで出版されている。日本でも「ピーターうさぎ」というタイトルの翻訳も存在する（詳しくは後述）。

## ピーターの登場する作品

### ピーターラビットのおはなし

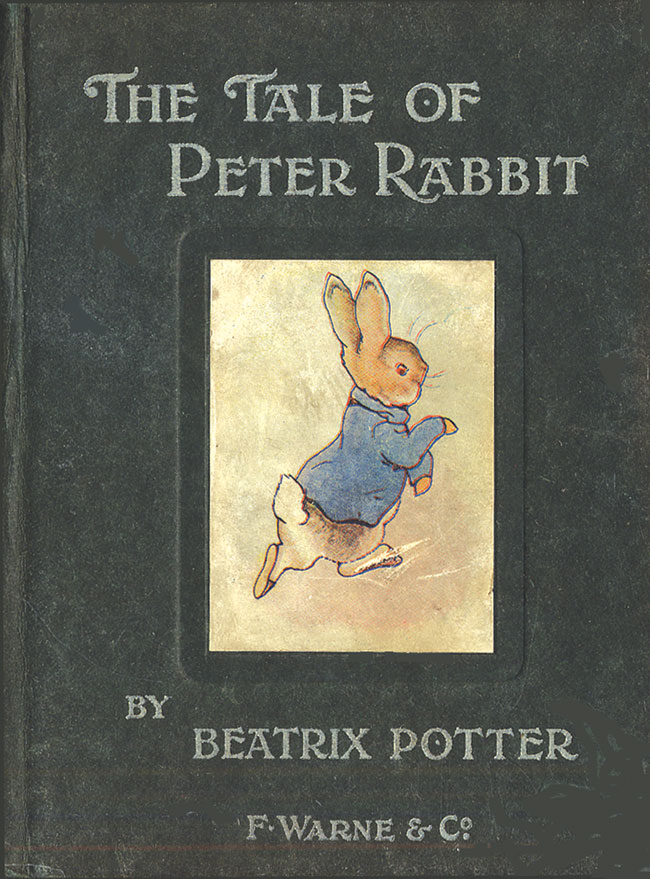
『ピーターラビットのおはなし』初版本(1902)

ビアトリクス･ポターの最初の本で、ピーターと彼の家族が紹介された。ある日彼の母は森で遊んでいるピーターと彼の姉妹、フロプシー、モプシー、カトンテールを置いて市場へ出かける。母の言いつけを破ってピーターはマグレガーさんの農場へ忍び込んで野菜を食べ、マグレガーさんに見つかり、追い回される。辛くも逃げ出す事ができたが上着と靴をなくしてしまい、それはマグレガーさんの新しいカカシへ使用された。

### ベンジャミンバニーのおはなし
ピーターのいとこ、ベンジャミンバニーはマクレガー夫妻の留守の間に、ピーターの服が未だにある庭へピーターを連れてくる（前夜の雨の所為で服は少し縮んでいた）。ピーターの服を取り返した後、彼らはピーターの母の為にタマネギを盗むが、マクレガーさんの猫に捕まる。幸運にも、彼らが居ない事に気付いたベンジャミンの父に助けられる。

### ティギーおばさんのおはなし
ピーターはベンジャミンと共に、この話でティギー・ウィンクルが他の衣服の中のピーターの上着を繕う場面で言及されている。

### 「ジンジャーとピクルズや」のおはなし
ジンジャーという猫とピクルズという犬による雑貨屋の盛衰の話で、商売の概念が子供にもわかりやすく解説されている。

### フロプシーのこどもたち
ベンジャミンとフロプシー、そして彼らの子供らがレタスを求めて大人になったピーター夫婦の家にやってくる。

### キツネどんのおはなし
ベンジャミンとフロプシーの子供達は悪名高いアナグマ、トミー・ブロックに誘拐される。フロプシーがトミーを入れたベンジャミンの父へ怒りをぶつけている間に、ベンジャミンとピーターがブロックの後を追いかけると、彼はトッド（アヒルのジマイマのおはなしに登場したキツネにそっくりのキャラクター）の家へ隠れる。トッドは彼のベッドにアナグマが寝ているのを見て、水の入ったバケツをトミーへ落ちる様にセットする。しかし罠を作動させる前に彼は目覚め、二匹はつかみ合いに入る。それを見ていたピーターとベンジャミンはその間に子供を救出する。

## 映像化

### アニメーション
ピーターラビットとなかまたち（1992年 ‐ 1995年）
原題はThe World of Peter Rabbit and Friendsで1992年から1995年にかけてBBCで放送された。実写パートとアニメパートで構成され、実写パートではニーヴ・キューザック演じるポターとコリー犬のケップ、及びピーターが登場する（実写パートでピーターとケップに台詞はない）。
日本では、1990年にフジテレビが本作と同じく英国のテレビシリーズである「きかんしゃトーマス」の放映権を獲得した事が本作の放送へと繋がり、1992年より同局の教育番組「ひらけ!ポンキッキ」及びその後継番組「ポンキッキーズ」において、コーナードラマとして放映された。イギリスとの共同製作としてエンディングクレジットにはポニーキャニオンとフジテレビがクレジットされている。吹き替えキャストにはポター役として檀ふみ、ピーター役として石井寧が起用された。番組独自のテーマソング「ぼうけんさがして」（作詞・作曲：黒田亜樹・宮崎美枝子、歌：芍薬）も製作され、1992年よりVHSビデオも全9巻発売された。
その後フジテレビ版の音声を流用し、映像を再編集したものがNHKにて放送された。近年ではCS放送「カートゥーン ネットワーク」にて放送され、フジテレビで放映された映像、音声が流用された。また、2008年には角川エンタテインメントよりビアトリクス・ポターのドキュメンタリー映像やブックレットを封入した4枚組のDVD-BOXが発売された。
各話リスト
1. ピーターラビットとベンジャミンバニーのおはなし（1993年4月19日 - 4月23日放送）[5]
2. こねこのトムとあひるのジマイマのおはなし（1993年5月17日 - 5月21日放送）[6]
3. ひげのサムエルのおはなし（1993年6月21日 - 6月25日放送）[7]
4. グロースターの仕たて屋のおはなし（1993年8月27日放送）[8]
5. ティギーおばさんとジェレミー・フィッシャーどんのおはなし（1993年8月27日放送）[8]
6. こぶたのピグリン・ブランドのおはなし（1993年8月27日放送）[8]
7. 2ひきのわるいねずみとまちねずみジョニーのおはなし（1997年2月10日 - 2月14日放送）[9]
8. フロプシーのこどもたちとのねずみチュウチュウおくさんのおはなし（1996年12月16日 - 12月20日放送）[9]
9. キツネどんのおはなし（1997年1月6日 - 1月10日放送）[9]

キユーピー3分クッキング
約20年以上企業〈（主力のマヨネーズ及びドレッシング）とアヲハタ（ジャム・缶詰部門）〉のイメージキャラクターであった事から、番組の1990年代半ばから2000年代前半頃までオープニングとエンディングで使われていた。1980年頃から約20年間キユーピーのCMでも長年使用されていた。
ピーターラビットのだいぼうけん（2012年 - 2016年）
初の3DCGアニメーション。原題はPeter Rabbitで米国では2012年12月14日にNick Jr.で英国では2012年12月25日にBBCで放送された。日本では2014年9月6日よりカートゥーンネットワークで放送された。

### 映画化
ピーターラビットと仲間たち/ザ・バレエ（1971年）
バレエ映画で、英国ロイヤル・バレエ団が出演。
振付フレデリック・アシュトン。監督レジナルド・ミルズ。
ピーター・ラビットをはじめとするビアトリクス・ポターのキャラクター達が、精巧なマスクと衣装に再現され、華麗にバレエを舞いながらメドレー式に５つの物語を追う。絵本の世界は全てバレエで構成され、全体を通してセリフや解説が一言も出てこない異色の映画である。本国イギリスでは大ヒットし、以後は舞台作品として英国ロイヤル・バレエ団の定番レパートリーの一つとなっている。
日本では1978年に公開、2003年にDVD化された（廃盤）。
ピーターラビット（2018年）、ピーターラビット2/バーナバスの誘惑（2021年）
実写と3DCGアニメの融合作品。監督はウィル・グラック。

### ギャラリー

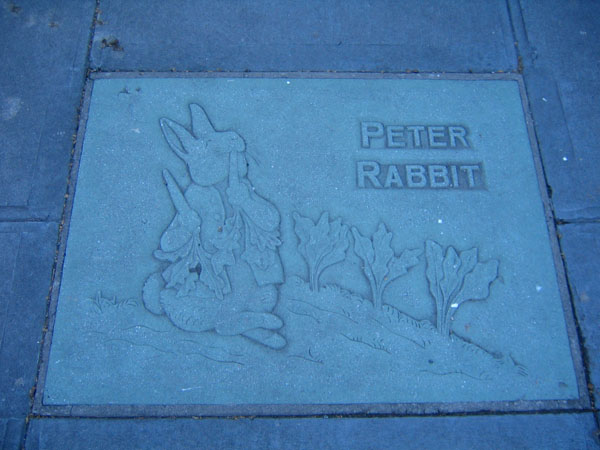
マンハッタンイースト・ヴィレッジ21丁目のモニュメント
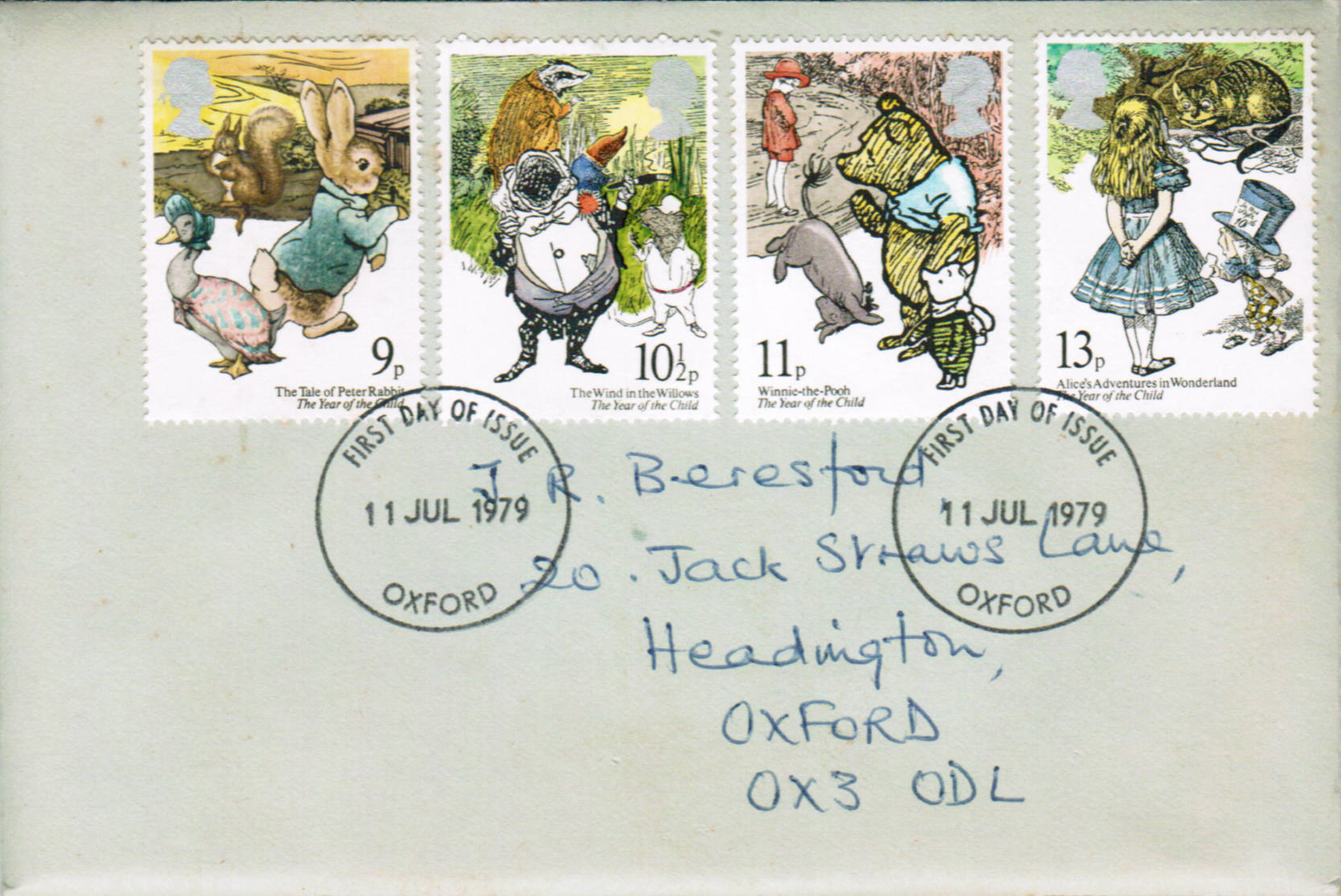
2016年のポッター生誕150周年を記念した国際児童年初日カバー。左から『ピーターラビットのおはなし』、『たのしい川べ』、『クマのプーさん』、『不思議の国のアリス』
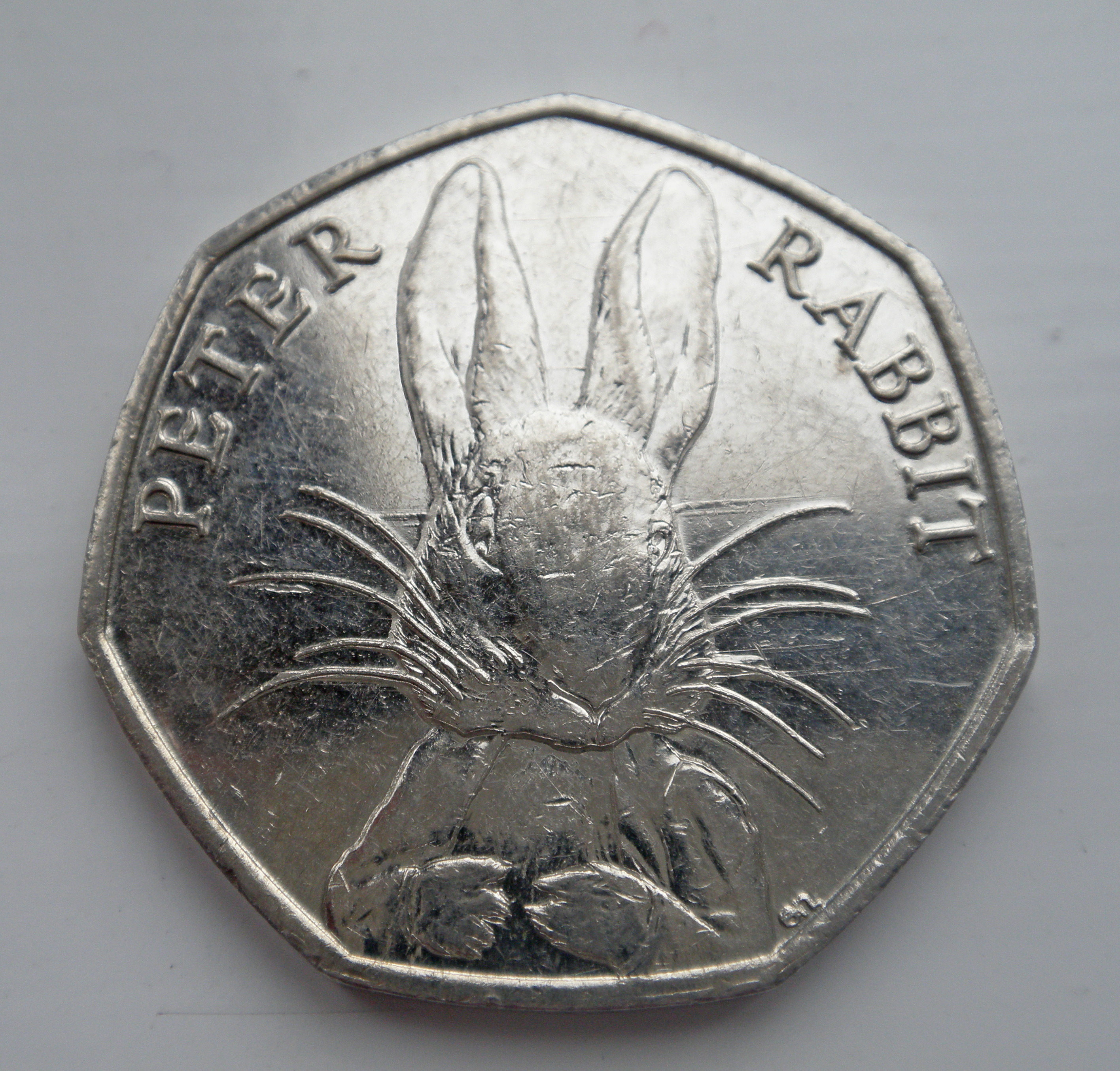
2016年生誕150周年記念50ペンス（英語版）

## 日本における受容

### 日本語訳
もっとも古い日本語訳は、1918年に『子供之友』（婦人之友社発行）に掲載されたものとされてきた。しかし1906年11月に発行された『日本農業雑誌』（日就社（現：読売新聞社）刊）に「お伽小説　悪戯な小兎」（松川二郎による訳）というタイトルで、一部に日本向けアレンジを加えた日本語訳が掲載されていたことが、2007年に判明し、それまでの世界最古の外国語訳とされてきた1912年発行のオランダ語訳をもさらに遡る翻訳と認定される可能性があると報道された。
また実業之日本社の『幼年の友』1915年第2〜4号に「ピータロー兎」というタイトルで日本語訳が掲載されていた。大東文化大学教授河野芳英の研究により、著者として記されている「海南」が官僚時代の下村宏（海南）である可能性の高いことが判明した、と2015年に報じられた。
紙芝居は、早くからあったようで、高橋五山作・蛭田三郎絵・濱田廣介監督の「ピーター兎」は1938年「幼稚園紙芝居第11輯」として出版されている。
書籍として最初に発行された日本語訳は、1949年に世界社から出版された『天がおっこちてくる : アメリカ童話集』所収の『ピイターうさぎ』(ポター原作)、しまてるお著・松田文雄絵、および1956年に光文社から出版された光吉夏弥訳・ 瀬尾太郎絵の『世界新名作童話 ぴーたーうさぎのぼうけん』とエンゼル社から出版された堀尾青史文・たくみ工房美術・酒井善衛撮影の『ピーターうさぎ』（エンゼルブック人形絵本17）である。続いて1965年に講談社から那須辰造訳・山田三郎絵の『せかいのおはなし ピーターうさぎ』、1969年に偕成社から岸田衿子訳・三好碩也絵の『ピーターうさぎのぼうけん』、1971年に旺文社から波多野勤子訳・赤坂包夫絵の『グロースターのようふくやさん』など複数の翻訳が出版されたが、1971年11月に福音館書店から石井桃子の翻訳で『ピーターラビットのおはなし』が出版され、その後順次ピーターの登場する作品が翻訳出版されると、日本では福音館書店版がいわゆる定本と見なされるようになった。
その他八木田宜子訳、岡松きぬ子訳、まさきるりこ訳、きたむらまさお訳、中川李枝子訳などが出版されている。2022年には早川書房が120周年記念として川上未映子の翻訳版を刊行した。

### イメージキャラクターとして
キユーピー（1980年代 - 2010年頃）
1980年から1990年代までCMのイメージキャラクターに起用したのを切っ掛けに、シリーズの登場キャラクターをデザインした瓶入りマヨネーズを2010年頃まで販売していた。
三菱UFJ信託銀行（1988年 - 現在）
三菱信託銀行は、ビアトリクス・ポターの遺志に「信託の大いなる責務や誇り」を重ね合わせ、1988年よりイメージキャラクターとして採用した。同行が2005年10月1日にUFJ信託銀行と合併した後も、引き続きイメージキャラクターとして使用している。また、子会社である三菱UFJ不動産販売も使用している。
図書カード（1993年 - 現在）
全国共通図書券（通称「図書カード」）の第3弾として1993年12月よりカードの絵柄として採用され、「図書カードNEXT」に移行した2016年6月以降もデザインを変えつつ継続的に使用されている。
ナガシマスパーランド（2003年 - 現在）
絵本の舞台である湖水地方と同園の所在する長島の美しさが似ていることから2003年10月よりイメージキャラクターとして採用され、園内でオリジナルグッズの販売も行なっている。
大東文化大学（2010年 - 現在）
2000年度より大学図書館および英米文学科が「ビアトリクス・ポター・コレクション」として初版本や稀少本の収集を始め、2001年6月23日に英文学会の主催で「ピーターラビット・デー」を開催した。2006年4月には収集した原画や初版本などを一般公開する施設として「大東文化大学ビアトリクス・ポター資料館」を開館した。これらを踏まえて、2010年4月よりイメージキャラクターとして採用された。
その他
2007年には「こぶたのピグリン・ブランド」がサントリー「DAKARA」のイメージキャラクター、2014年にイライジャ・ウッドと共にトヨタ自動車のミニバン「ノア」のイメージキャラクターとして採用された。

### 日本における絵本の絵柄の著作権満了と関連訴訟
本シリーズの絵本で使用されている各種挿絵の著作権保護期間は、日本国内においては2004年（平成16年）5月21日に満了となり、以降は誰でもこの絵柄を使用することが出来る状態にある。
一方、日本におけるピーターラビットの著作権管理を担当していたコピーライツ・ジャパン社（現・コピーライツ・アジア）は著作権保護期間満了後も、同社がライセンス契約する会社が販売するピーターラビット・シリーズのキャラクター製品に、著作権保護がなされていることをほのめかす著作権マーク（©）の表示を求めていた。この行為について、ピーターラビット・シリーズのキャラクターを使用した商品を著作権保護期間満了後に販売することを考えたファミリアは、コピーライツ・ジャパン社にファミリアの製品の販売差し止めを申し立てる権利が存在しないことを確認し、同時にコピーライツ・ジャパン社による著作権マーク表示の差し止めを求める訴訟を大阪地方裁判所に起こした。
本訴訟の判決は2007年（平成19年）1月30日に言い渡され、コピーライツ・ジャパン社がファミリアの商品販売差し止めを求める権利を有さないことが認められた。また、著作権マーク表示については違法性が低く、一般不法行為性がないものとされた。

### ソニーCPによるマーケティング
2012年11月、日本国内のマスターエージェント権をソニー・クリエイティブプロダクツ（ソニーCP）が取得し、その後、日本語版公式サイトや公式オンラインショップを開設した。
2015年3月19日には、オムライス専門店RAKERUの運営による「ピーターラビットガーデンカフェ」を自由が丘に開店した。かつては町田モディや横浜ハンマーヘッドにも店舗があったが、いずれも閉店している。
2022年4月16日には、富士本栖湖リゾート内に英国式庭園「ピーターラビットイングリッシュガーデン」が開園した。